# Delegación de Correos en Santander
La Delegación de Correos en la ciudad de Santander, en Cantabria (España), es uno de los mejores ejemplos del estilo regionalista montañés que caracterizó buena parte de la arquitectura cántabra de principios del siglo XX. Construido con grandes bloques de sillería, se trata de un edificio exento, de planta rectangular y con un gran hall central, en torno al cual se organizan las diferentes dependencias. Su fachada principal, flanqueada por dos torres poligonales, mira hacia la plaza de Alfonso XIII y los jardines de Pereda. Se levantó en los años 1920 según los planos de los arquitectos Secundino Zuazo y Eugenio Fernández Quintanilla, y es una de las obras más típicas de las edificadas con anterioridad al incendio de 1941. 

## Historia

### Evolución de los servicios de correos
Durante muchos años, la región cántabra dependió postalmente de la Administración Principal de Burgos, ciudad castellana que fue Consulado, cabeza de Castilla, Centro de Líneas o Carreras de Postas y capital de la provincia, de la que formaban parte las Cuatro Villas y la costa (Santander, Castro Urdiales, Laredo y San Vicente de la Barquera); de ahí que el territorio general viniera a ser conocido, desde antiguo, con las denominaciones de "Peñas al Mar"(desde los puertos a la costa) y "Peñas a Castilla" (Comarca de Campoo y Valderredible) que se plasma en la organización postal como "Montañas de Santander".
Así se estableció por el Decreto del 6 de agosto de 1779. La unificación de las tarifas no se logra hasta el año 1850, fecha en que aparece el primer sello de correos. Ya en los albores del siglo XX, Santander se independiza de Burgos y pasa a ser Administración Principal, de la que dependían 11 administraciones subalternas, ubicadas en todas las cabeceras de partidos judiciales y dos más situadas en Piélagos y Valderredible. Toda la provincia estaba servida por 95 carteros rurales.
En 1861 se establece la primera línea ambulante móvil, por ferrocarril, de correo entre Valladolid y Santander y, el 12 de marzo de 1889, se crea el Cuerpo de Correos. Dos años más tarde se unifican las Direcciones Generales de Correos y Telégrafos, que pasan a depender del Ministerio del Interior. La Ley de Bases de 1909 crea los nuevos servicios de Giro Postal y Caja Postal. 
El ambulante Madrid-Santander se convierte en el eje central que enlaza la región con el resto del territorio nacional. En la actualidad, además de este, y ya con carácter regional, funcionan ambulantes que, partiendo de Santander diariamente, se dirigen a Bilbao, Oviedo, Castro Urdiales y Liérganes, que, junto con diez conducciones contratadas, once líneas de transportes de viajeros exclusivas que colaboran con correos y con los 850 funcionarios y empleados, permiten lograr una coordinada red de distribución que, en 1983, manipuló 99.300.000 objetos postales.
En 1980 los Cuerpos de Correos y Telégrafos se unen en un Cuerpo Postal y de Telecomunicación, agrupándose sus servicios en una Jefatura Provincial, denominada de Comunicaciones, y a partir del 1 de julio de 1984, entra en vigor en Santander capital, un código postal compuesto de un conjunto de cinco números, que permiten su individualización geográfica y facilita la clasificación de las 68 secciones de reparto agrupadas sen 12 distritos. En años sucesivos se pretende extender este código postal al resto de localidades cántabras.

### Sedes

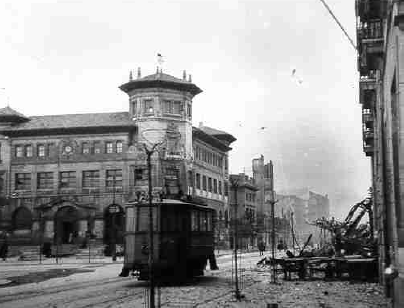
El edificio de Correos fue uno de los pocos que se salvaron de la catástrofe del incendio.

Desde sus comienzos hasta nuestros días, varias han sido las sedes que ha ocupado el servicio de Correos, debido principalmente a la necesidad de ampliar y modernizar sus instalaciones con el aumento de la población. Situado en un principio en la calle Amós de Escalante, todavía popularmente conocida como "acera del Correo", se traslada más adelante a la calle Rubio y, en 1911 a la Plaza de los Remedios. 
El 7 de noviembre de 1926 se inaugura el actual Palacio de Comunicaciones en la Avenida de Alfonso XIII, obra de los arquitectos Zuazo y Fernández Quintanilla, de estilo regionalista montañés, que constituye uno de los principales edificios monumentales de la ciudad, donde se prestan los servicios de correos y telégrafo. En el incendio de Santander de 1941 el edificio de correos fue uno de los pocos que, estando situado plenamente en la zona afectada por el fuego, se salvó de la catástrofe sin verse deteriorado gravemente.
Al mismo tiempo, en 1981, empezó a funcionar un nuevo edificio de tráfico en el Pabellón Postal de las estaciones de ferrocarril de RENFE, que junto con las sucursales urbanas de El Sardinero y Cuatro Caminos, han servido para descongestionar el edificio central, cuya restauración se produjo en la década de los 1980.
Actualmente se quiere volver a trasladar, dejando el edificio libre.